# Perzisch Irak

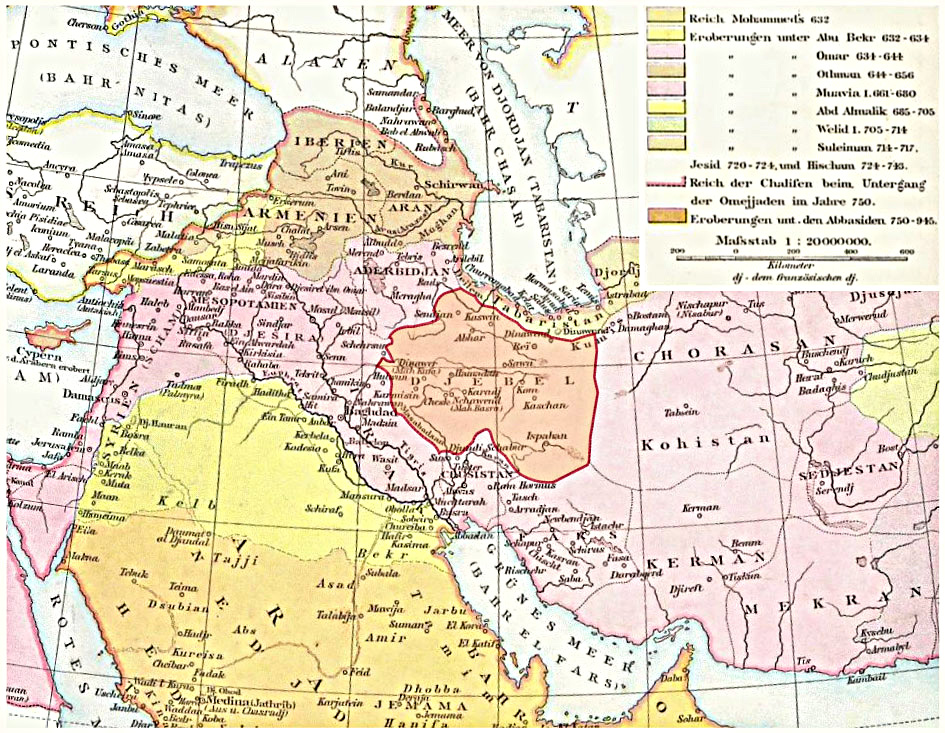

Perzisch Irak of Irak-i Ajam (Perzisch: عراق عجم) is een historische term die werd gebruikt voor Centraal-Iran.
In het gebied lagen steden als Esfahan, Qazvin en Kashan. Van de elfde tot de zestiende eeuw werd met de term "Irak" twee verschillende regio's aangeduid: Arabisch Irak (Irak-i Arab) en Perzisch Irak (Irak-i Ajam). Arabisch Irak kwam overeen met het oude Mesopotamië terwijl Perzisch Irak overeenkwam met Medië.
De twee regio's werden gescheiden door het Zagrosgebergte.